# Дрепана
Дрепана (лат.: Drepanum, на гръцки: Δρέπανον, Drépanon) днес Трапани в автономния регион Сицилия и столица на провинция Трапани.
В Дрепана умира Анхис, бащата на Еней, след падането на Троя.
В селището се заселват първо сиканите от околностите на Сиканос в Иберия, след това сикулите ги изтласкват на юг и запад на острова. Елимите и йонийците основават първото окрепено селище. През 9 век пр.н.е. финикийците го правят за следващите векове на един важен и богат пристанищен град.
През 260 пр.н.е. Трапани е пункт на Картаген по време на Първата пуническа война. Пред брега му се провеждат две битки, Битка при Дрепана през 249 пр.н.е. с победа на картагенците над римляните и през 241 пр.н.е. с победа на римляните с командир Гай Лутаций Катул (Битка при Егадските острови).
През 827 г. градът е превзет от арабите, през 1097 г. е в ръцете на норманите на Рожер I. През 1817 г. градът става столица на провинцията.